# Municipio de De Witt (Misuri)
El municipio de De Witt (en inglés: De Witt Township) es un municipio ubicado en el condado de Carroll en el estado estadounidense de Misuri. En el año 2010 tenía una población de 270 habitantes y una densidad poblacional de 2,26 personas por km².

## Geografía
El municipio de De Witt se encuentra ubicado en las coordenadas 39°24′6″N 93°13′41″O / 39.40167, -93.22806. Según la Oficina del Censo de los Estados Unidos, el municipio tiene una superficie total de 119.45 km², de la cual 115,52 km² corresponden a tierra firme y (3,29 %) 3,93 km² es agua.

## Demografía
Según el censo de 2010, había 270 personas residiendo en el municipio de De Witt. La densidad de población era de 2,26 hab./km². De los 270 habitantes, el municipio de De Witt estaba compuesto por el 93,7 % blancos, el 2,59 % eran afroamericanos, el 0,37 % eran de otras razas y el 3,33 % eran de una mezcla de razas. Del total de la población el 1,48 % eran hispanos o latinos de cualquier raza.